# Trafic de raccourci
 (mai 2023).
Si vous disposez d'ouvrages ou d'articles de référence ou si vous connaissez des sites web de qualité traitant du thème abordé ici, merci de compléter l'article en donnant les références utiles à sa vérifiabilité et en les liant à la section « Notes et références ».

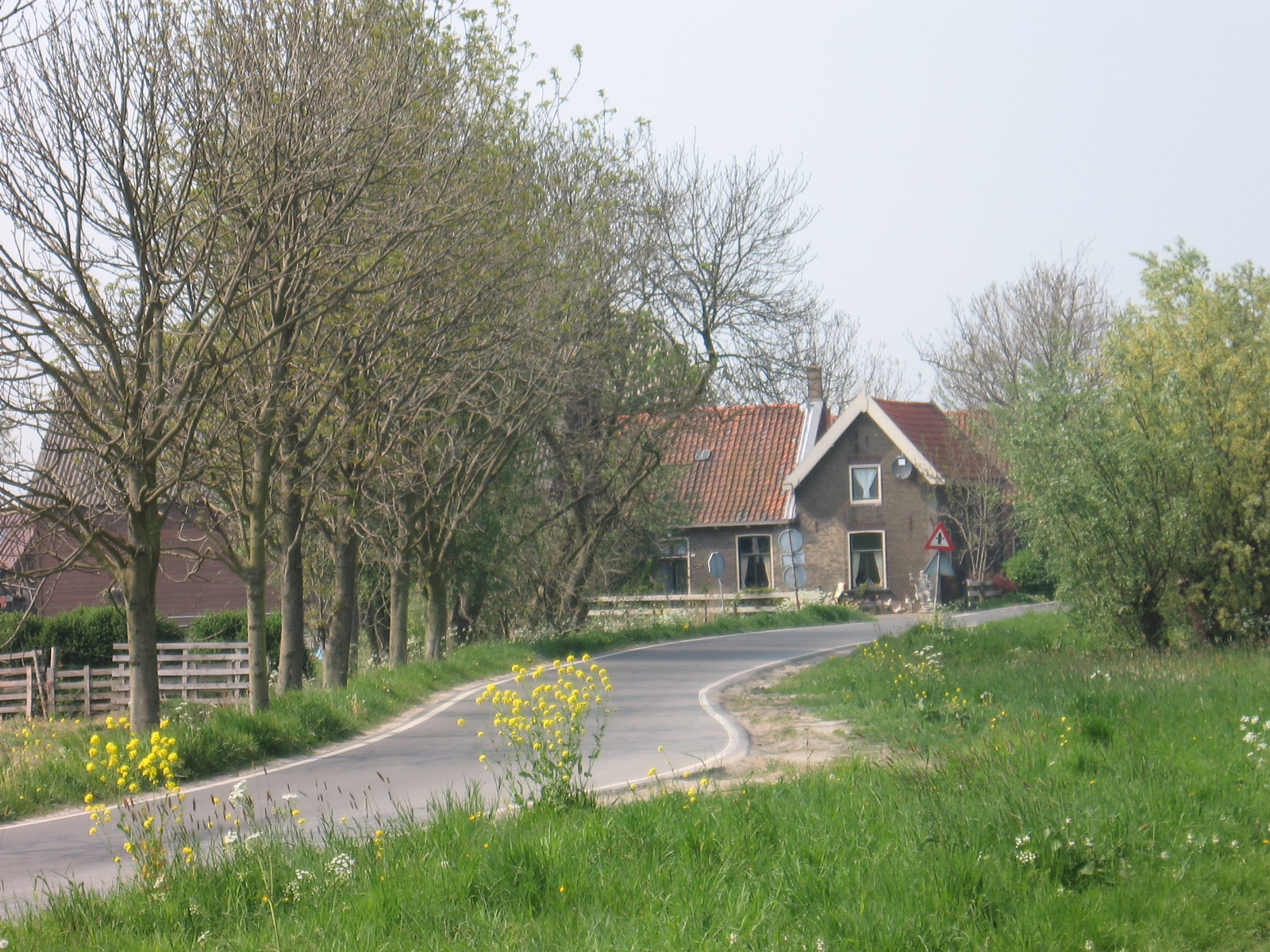
Exemple d'un raccourci pouvant provoquer de la circulation de transit : un chemin entre les villes de Delft et de Schiedam, en Hollande.

Le trafic de raccourci est une manière pour les automobilistes d'utiliser les routes résidentielles ou tout raccourci envisageable, tels qu'une voie de parking ou une voie privée, plutôt qu'une route principale vouée à ce trafic. L'intérêt pour les conducteurs peut être d'esquiver un embouteillage ou de gagner du temps.
Ce comportement, bien que parfois efficace pour les conducteurs, peut engendrer des problèmes comme la congestion des rues résidentielles, des collisions, la pollution et la colère des résidents, notamment quand l'utilisation de telles voies est conseillé par des applications mobiles d'assistance à la navigation. Pour limiter ce phénomène, les autorités peuvent installer des dispositifs de modération de la circulation tels que des dos d'âne, des ronds-points et des bandes rugueuses, rendre certaines rues à sens unique ou bloquer certains carrefours,,.
Parfois, la circulation de transit peut causer des inquiétudes quant à la baisse des prix des maisons. Pour prévenir ce phénomène, les autorités peuvent installer des dispositifs de modération de la circulation.